# Камай Олексій Степанович
Олексій Степанович Камай (нар. 1 квітня 1936, село Барсуки, тепер Кіровського району Могильовської області, Республіка Білорусь) — радянський і білоруський діяч, секретар, 2-й секретар ЦК КП Білорусі, голова Гомельського облвиконкому, 1-й секретар Гомельського обласного комітету КП Білорусі, голова Ради Комуністичної партії Білорусі. Кандидат у члени ЦК КПРС у 1986—1990 роках. Член ЦК КПРС у 1990—1991 роках. Депутат Верховної Ради СРСР 11-го скликання. Народний депутат Білоруської РСР. Депутат Палати представників Національних зборів Республіки Білорусь (до 2000 року).

## Життєпис
У 1959 році закінчив Білоруську сільськогосподарську академію.
У 1959—1963 роках — механік радгоспу; 1-й секретар Мстиславського районного комітету комсомолу Могильовської області; комсомольський організатор Могильовського обласного комітету ЛКСМ Білорусі, секретар комітету комсомолу Бобруйського районного виробничого колгоспно-радгоспного управління Могильовської області.
Член КПРС з 1960 року.
У 1963—1968 роках — головний інженер-механік Бобруйського районного виробничого колгоспно-радгоспного управління, начальник Бобруйського районного управління сільського господарства Могильовської області.
У 1968—1973 роках — 1-й секретар Краснопольського районного комітету КП Білорусі Могильовської області.
У 1973—1974 роках — 1-й секретар Бобруйського районного комітету КП Білорусі Могильовської області.
У 1974 році закінчив заочно Вищу партійну школу при ЦК КПРС.
У 1974—1979 роках — секретар Могильовського обласного комітету КП Білорусі з питань сільського господарства.
У 1979 — липні 1982 року — завідувач сільськогосподарського відділу ЦК КП Білорусі.
8 липня 1982 — 1 квітня 1985 року — голова виконавчого комітету Гомельської обласної ради народних депутатів.
1 квітня 1985 — 28 жовтня 1989 року — 1-й секретар Гомельського обласного комітету КП Білорусі.
18 жовтня 1989 — 27 березня 1990 року — секретар ЦК КП Білорусі.
27 березня 1990 — серпень 1991 року — 2-й секретар ЦК КП Білорусі.
У 1990-х роках — начальник Республіканської інспекції котлонагляду, стандартизації та метрології при Міністерстві сільського господарства і продовольства Білорусі. До 2000 року був депутатом Палати представників Національних зборів Республіки Білорусь від Биховського виборчого округу.
Потім — на пенсії в місті Мінську. Голова Ради Комуністичної партії Білорусі.

## Нагороди і звання
- орден Леніна
- три ордени Трудового Червоного Прапора
- орден «Знак Пошани»
- медалі
- Почесний громадянин Биховського району (28.06.1999)